# Quarante
Quarante település Franciaországban, Hérault megyében. Lakosainak száma 1788 fő (2022. január 1.). Quarante Ouveillan, Capestang, Cébazan, Creissan, Cruzy és Puisserguier községekkel határos.

## Népesség
A település népességének változása:
| Lakosok száma | 1644 | 1441 | 1509 | 1524 | 1679 | 1736 | 1767 | 1796 | 1804 | 1788 |
|               | 1968 | 1982 | 1990 | 2006 | 2013 | 2015 | 2017 | 2019 | 2020 | 2022 |